# 남이천 나들목
남이천 나들목(S.Icheon IC)은 경기도 이천시 모가면 어농리에 설치된 중부고속도로의 35-1번 교차로이며 2015년 12월 24일에 개통하였다. 모가면, 호법면 등지로 진출할 수 있으며, 인근에 모가일반산업단지와 민주화운동기념공원, 테르메덴 온천리조트가 있다.

## 연혁
- 2011년 9월 30일 : 나들목 신설을 위해 이천시 도시계획시설 교통광장에 모가면 어농리 일원을 남이천 나들목으로 고시[3]
- 2015년 12월 24일 : 나들목 개통과 함께 영업 개시[4]

## 논란
2004년부터 수요 부족으로 한국도로공사에 의해 여러 차례 나들목 설치 요청이 반려되었던 곳에 2010년 9월 갑자기 나들목 설치 허가가 나자 이명박 당시 대한민국 대통령과 관련된 특혜가 아니냐는 논란이 있었다. 김진표 당시 민주당 원내대표는 이명박 당시 대통령의 내곡동 사저와 연계하여 친인척 비리 의혹을 제기하면서 국정조사를 신청하겠다는 입장을 밝혔고, 이에 대해 당시 해당 지역구 국회의원이었던 한나라당 이범관 의원측은 오랜 기간 주민들의 숙원 사업이었음에도 불구하고 대통령을 거론하며 트집을 잡아 지역 분위기가 격앙되었다고 주장하였다. 이에 앞서 국토해양부는 이천시가 2008년 11월 1차 IC 개설 신청시 경제성 부족으로 향후 주변 개발여건 변화 등을 보고 재협의키로 했다가 2010년 8월 2차 신청시 경제성이 확보되었다고 판단하여 이천시에서 설치 비용 272억원 전액 부담 조건으로 허가하였다고 해명하였다.

## 구조물 정보
- 위치: 경기도 이천시 모가면 어농리
- 영업소: 경기도 이천시 모가면 공원로 31

## 접속하는 도로
- 국가지원지방도 제70호선 (사실로)
- 국가지원지방도 제84호선

## 교통량 정보
| 요금소          | 통행량 (대/일) | 통행량 (대/일) | 통행량 (대/일) | 통행량 (대/일) | 통행량 (대/일) | 통행량 (대/일) | 통행량 (대/일) | 통행량 (대/일) | 통행량 (대/일) | 통행량 (대/일) | 각주  |
| 요금소          | 2001년         | 2002년         | 2003년         | 2004년         | 2005년         | 2006년         | 2007년         | 2008년         | 2009년         | 2010년         | 각주  |
| --------------- | -------------- | -------------- | -------------- | -------------- | -------------- | -------------- | -------------- | -------------- | -------------- | -------------- | ----- |
| 남이천 (폐쇄식) | 미개통         | 미개통         | 미개통         | 미개통         | 미개통         | 미개통         | 미개통         | 미개통         | 미개통         | 미개통         | [ 7 ] |
| 요금소          | 2011년         | 2012년         | 2013년         | 2014년         | 2015년         | 2016년         | 2017년         | 2018년         | 2019년         |                | [ 7 ] |
| 남이천 (폐쇄식) | 미개통         | 미개통         | 미개통         | 미개통         | 30             | 3,328          | 4,500          | 4,898          | 5,323          |                | [ 7 ] |